# デタリウム亜科
デタリウム亜科 (Detarioideae) あるいはタシロマメ亜科はマメ科の亜科の一つ。かつてはジャケツイバラ亜科に含まれていたが、2017年の研究により分離された。全世界の熱帯域に自生する。

## 分類
およそ84属760種が属する。6つの連に分けられる。
- Schotieae
- Barnebydendreae
- Detarieae
- Saraceae
  - Saraca - ムユウジュ
- Afzelieae
  - Afzelia アフゼリア属 - メンガ
  - Intsia タシロマメ属 - タシロマメ
- Amherstieae
  - Brownea - オオホウカンボク
  - Gilbertiodendron - ギルベルティオデンドロン・デウェウレイ
  - Tamarindus - タマリンド